# 约瑟夫·芬特
约瑟夫·芬特（德語：Josef Fendt，1947年10月6日—），德国男子雪橇运动员。他曾代表西德参加1972年和1976年冬季奥林匹克运动会雪橇比赛，获得一枚银牌。他也曾担任过國際雪橇聯合會主席。